# Isochromodes differens
Isochromodes differens là một loài bướm đêm trong họ Geometridae.